# Herren von Hengstfeld
Die Herren von Hengstfeld waren ein Niederadelsgeschlecht im Dorf Hengstfeld, heute ein Ortsteil der Gemeinde Wallhausen im Landkreis Schwäbisch Hall (Baden-Württemberg).

## Geschichte
Die Herren von Hengstfeld werden erstmals im Jahr 1230 urkundlich überliefert. Sie waren Lehensleute der Herren von Hohenlohe. Nach 1312 werden sie nicht mehr genannt. Walter „von Hengestfeld“ wird als letzter dieser Familie überliefert.
Die Herren von Hengstfeld saßen auf der Burg Hengstfeld, die im 15. Jahrhundert zerstört wurde.